# Хотел „Парадизо“
„Хотел „Парадизо““ (на английски: Hotel Paradiso) е британски игрален филм комедия от 1966 година, режисиран от Питър Гленвил. В лентата участват актьорите Алек Гинес и Джина Лолобриджида.

## Сюжет
Действието се развива в Париж в началото на ХХ век. Образцовият гражданин Бенедикт Бонифас решава най-накрая да спечели жената на своите мечти. Проблемът е, че това е съпругата на неговия съсед. Двамата се оказват в Хотел „Парадизо“, където след поредица от забавни случки, аферата им остава неразкрита.

## В ролите
| Изпълнител         | Роля             |
| ------------------ | ---------------- |
| Алек Гинес         | Бенедикт Бонифас |
| Джина Лолобриджида | Марсел Кот       |
| Робърт Морли       | Хенри Кот        |
| Пеги Маунт         | Анжелик Бонифас  |
| Дейвид Батли       | Джордж           |
| Ан Бийч            | Виктоар          |
| Мари Бел           | Гранде Антоанета |
| Дъглас Бинг        | Г-н Мартин       |
| Дерек Фоулдс       | Максим           |
| Аким Тамиров       | Аниело           |